# George Bower
Pour les articles homonymes, voir Bower.

a Compétitions nationales et continentales officielles uniquement.

b Matchs officiels uniquement.
Dernière mise à jour le 23 septembre 2024.
George Bower, né le 28 mai 1992 à Lower Hutt (Nouvelle-Zélande), est un joueur de rugby à XV international néo-zélandais évoluant au poste de pilier. Il joue avec la franchise des Crusaders en Super Rugby depuis 2019, et avec la province d'Otago en NPC depuis 2014.

## Carrière

### En club
George Bower est né à Lower Hutt, dans la banlieue de Wellington, d'une famille d'origine fidjienne. Il suit sa scolarité avec le Taita College dans sa ville natale, où il pratique le rugby, et côtoie le futur international anglais Brad Shields. Il évolue à ce moment-là au poste de troisième ligne, et peine toutefois à jouer avec l'équipe première de son établissement.
Après sa scolarité, il joue avec le club amateur des Avalon Wolves dans le championnat de la région de Wellington.
Il déménage ensuite à Dunedin dans l'île du Sud, afin de suivre ses études afin de devenir instituteur. Il travaille également comme coiffeur à temps partiel, afin de payer ses études. Il continue à jouer au rugby avec le club des Harbour Hawks dans le championnat local, mais change de poste pour celui de pilier, en raison d'une pénurie à cette position.
Après s'être adapté aux contraintes de son nouveau poste, il est retenu dans l'effectif élargi de la province d'Otago pour disputer la saison 2014 de National Provincial Championship (NPC). Cette saison, il joue principalement avec l'équipe B, et ne dispute que quelques minutes en équipe première à l'occasion d'un match face à Northland. Après cette première année peu convaincante, il n'est pas conservé pour la saison 2015, et doit se contenter de jouer au niveau amateur avec son club.
Après avoir travaillé dur, et perdu du poids, il fait une nouvelle apparition avec Otago lors de la saison 2017 de NPC,. La saison suivante, il est à nouveau présent dans l'effectif, et joue d'abord avec l'équipe B, avant de se faire petit à petit sa place en équipe fanion. Il prend alors part à l'obtention du Ranfurly Shield, et au bon parcours de son équipe, qui va jusqu'en finale du Championship (deuxième division du NPC),.
Remarqué par ses performances, il est appelé par la franchise de Super Rugby des Crusaders, afin de participer aux entrainements pour la pré-saison 2019, et compenser l'absence des internationaux. Il se montre convaincant lors des entrainements, ce qui lui permet, avec sa capacité à jouer aussi bien pilier gauche que droit, de faire partie de l'effectif élargi pour la saison. Il fait ses débuts en Super Rugby à l'âge de 26 ans, le 9 mars 2019 contre les Chiefs, en tant que remplaçant. Il connait sa première titularisation en mai, à l'occasion d'un déplacement en Afrique du Sud, contre les Stormers. Lors de sa première saison, il joue dix rencontres, et participe même aux phases finales du championnat, que son équipe remporte.
En 2020, il fait cette fois complètement partie de l'effectif des Crusaders, avec un contrat à temps plein. Considéré comme la doublure du All Black Joe Moody, il joue six matchs lors du Super Rugby, puis sept lors du Super Rugby Aotearoa, que son équipe remporte.

### En équipe nationale
Grâce à ses origines fidjiennes, il est contacté par le sélectionneur de l'équipe fidjienne John McKee pour participer à la Coupe du monde 2019. Il décline cependant l'invitation, car devenir non-sélectionnable avec la Nouvelle-Zélande aurait pu lui couter son contrat avec les Crusaders.
En octobre 2020, il est sélectionné pour la première fois avec les All Blacks par Ian Foster, en remplacement de son coéquipier Joe Moody commotionné. Il n'est toutefois présent sur aucune feuille de match.
Rappelé en sélection en juin 2021, il connaît sa première cape le 3 juillet 2021 contre les Tonga,.

## Palmarès

### En franchise
- Vainqueur du Super Rugby en 2019, 2022, 2023 et 2025 avec les Crusaders.
- Vainqueur du Super Rugby Aotearoa en 2020 et 2021 avec les Crusaders.

### En sélection nationale
- Vainqueur du Rugby Championship en 2021 et 2022 avec l'équipe de Nouvelle-Zélande.

## Statistiques
Au 30 septembre 2024, George Bower compte 22 capes en équipe de Nouvelle-Zélande, dont six en tant que titulaire, depuis le 3 juillet 2021 contre l'équipe des Tonga à Auckland.
Il participe à deux éditions du Rugby Championship, en 2021 et en 2022. Il dispute neuf rencontres dans cette compétition,.